# Велика Лукинська
Велика Лу́кинська (рос. Большая Лукинская) — присілок у складі Даровського району Кіровської області, Росія. Входить до складу Лузянського сільського поселення.
Населення становить 71 особа (2010, 112 у 2002).
Національний склад станом на 2002 рік — росіяни 97 %.